# Pietna
Pietna (niem. Pietna) – wieś w Polsce położona w województwie opolskim, w powiecie krapkowickim, w gminie Krapkowice. Historycznie leży na Górnym Śląsku, na ziemi prudnickiej. Położona jest w Kotlinie Raciborskiej, będącej częścią Niziny Śląskiej. Przepływa przez nią rzeka Osobłoga.
W latach 1945–1954 miejscowość należała do gminy Kórnica w powiecie prudnickim. W latach 1975–1998 miejscowość należała administracyjnie do ówczesnego województwa opolskiego.
Według danych na 2021 wieś była zamieszkana przez 390 osób.

## Integralne części wsi
| SIMC       | Nazwa      | Rodzaj    |
| ---------- | ---------- | --------- |
| nie nadano | Nowy Borek | część wsi |

## Nazwa
Nazwa wsi wywodzi się prawdopodobnie od słowa podnóże/wzniesienie lub też miejsce gdzie była woda pitna. Jako Pietna zostaje wymieniona w 1784. W okresie hitlerowskiego reżimu w latach 1936–1945 miejscowość nosiła nazwę Teichgrund. Wieś wymieniana była w swej historii także jako Piethna, Pietien. 9 września 1947 r. nadano miejscowości, wówczas administracyjnie należącej do powiatu prudnickiego, polską nazwę Pietna.

## Historia
Nie udało się ustalić, kiedy dokładnie miało początek osadnictwo na terenie obecnej wsi Pietna. Wieś po raz pierwszy wzmiankowana była pod nazwą Laschic w dokumentach księstwa opolskiego w 1297. Pierwsze miejsce lokalizacji wsi to okolice ujścia Osobłogi na kończącej się skarpie na wysokości śluzy w Żywocicach (tzw. Górka Berrowa). Teren ten w XIII i XIV wieku tworzył bagniste i często nawiedzane przez powódź rozlewisko. Ze względu na zagrożenie powodziami, wieś została zlokalizowana dalej na południe.

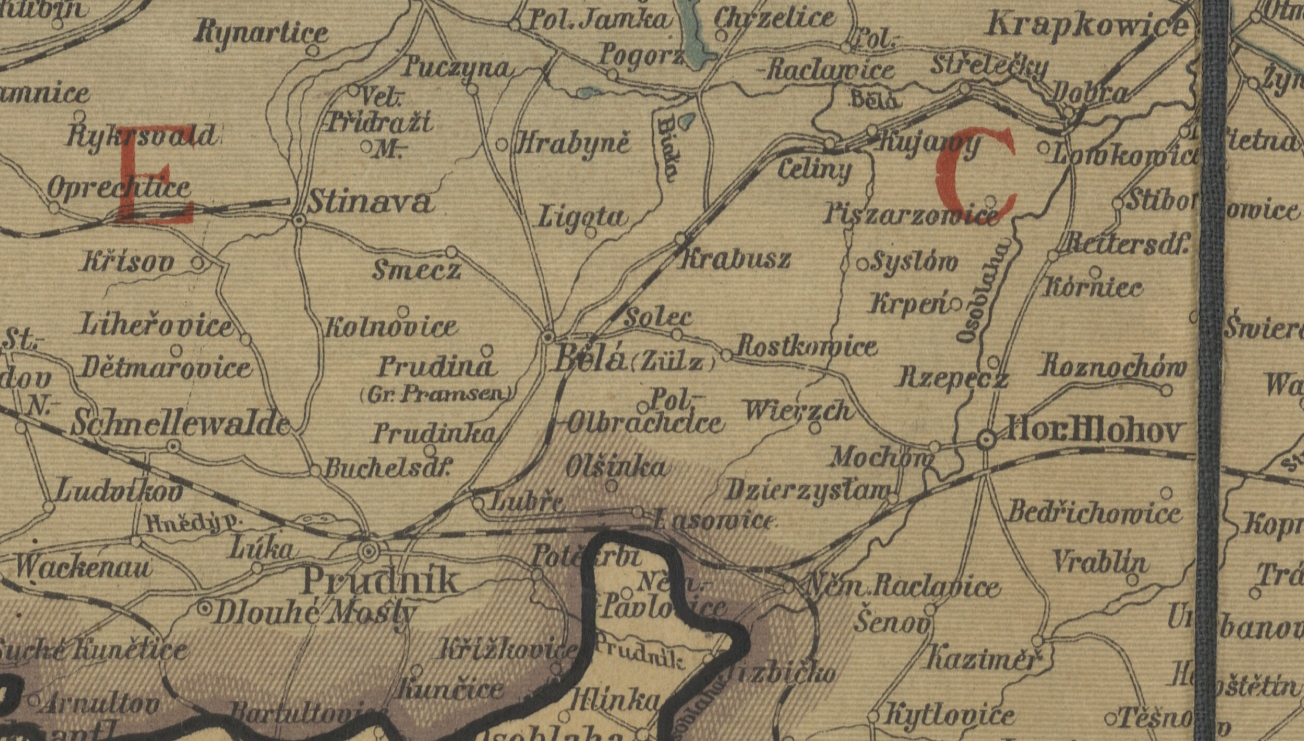
Pietna wśród miejscowości ziemi prudnickiej na czeskiej mapie z 1922

W Księdze uposażeń biskupstwa wrocławskiego, spisanej w latach 1295–1305, odnotowano, że dziesięcina ze wsi należy się w połowie biskupowi wrocławskiemu, a w połowie prepozytowi kościoła klasztornego cystersów w Kazimierzu koło Prudnika. Około 1320 wieś ponownie znalazła się w posiadaniu książąt opolskich, a 21 czerwca 1323 książę Albert nadał ją wraz z przynależnościami klasztorowi cystersów w Jemielnicy. Jeszcze przed końcem XIV wieku wieś znalazła się znowu w dobrach książęcych, co potwierdza dokument wydany 1 sierpnia 1401 przez księcia Bernarda, na mocy którego opactwo cystersów w Jemielnicy otrzymało w Pietnej na własność staw oraz coroczne datki w postaci 4 wiader miodu. W czasie rejzy husytów na Śląsk, w marcu 1428 Pietna wraz z okolicznymi wsiami została zniszczona przez husytów.

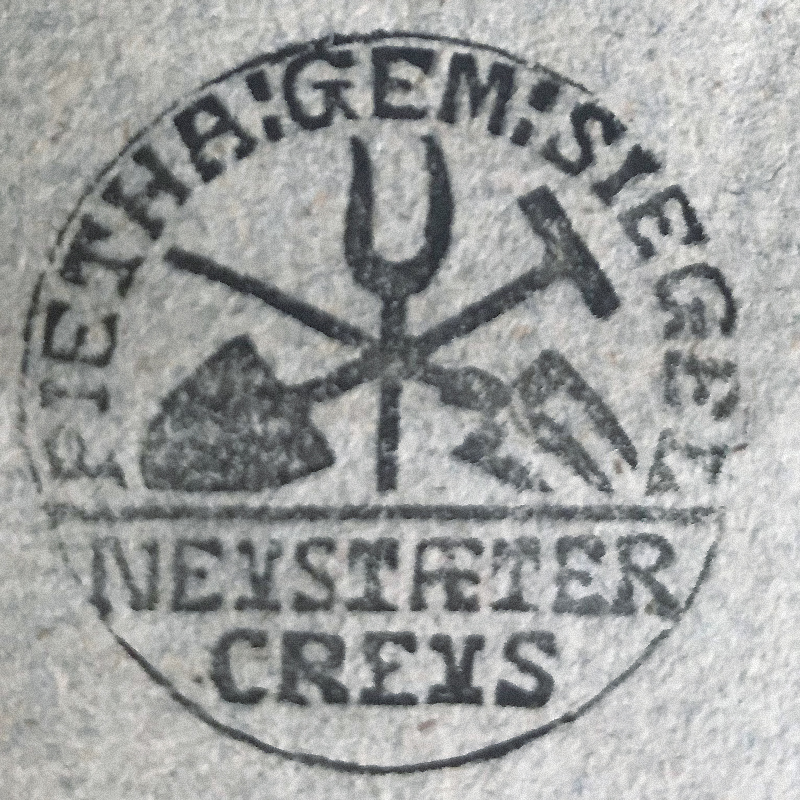
Pieczęć Pietnej (1848)

Wieś ucierpiała podczas wojny trzydziestoletniej. Do 1742 wieś należała do powiatu sądowego głogóweckiego w Monarchii Habsburgów. Po I wojnie śląskiej znalazła się w granicach Królestwa Prus i weszła w skład powiatu prudnickiego w prowincji Śląsk. W 1790 w Pietnej istniał młyn. W 1837 bracia Wolf, Siegfried i Abraham Guradzerowie ze Ściborowic kupili młyn wraz z 150 morgami ziem od właściciela Schreibera. W pobliżu młyna zbudowali dwa piece do wytapiania surówki stali tzw. fryszerki. Wieś posiadała swoją własną pieczęć, która przedstawiała w polu widły z dwoma zębami w słup, za nimi skrzyżowane łopata i widły trójzębne, a w otoku napis: PIETNA: GEM: SIEGEL / NEYSTAETER CREYS (pol. Gmina Pietna / Powiat Prudnicki). W 1861 w Pietnej mieszkało 12 Żydów.

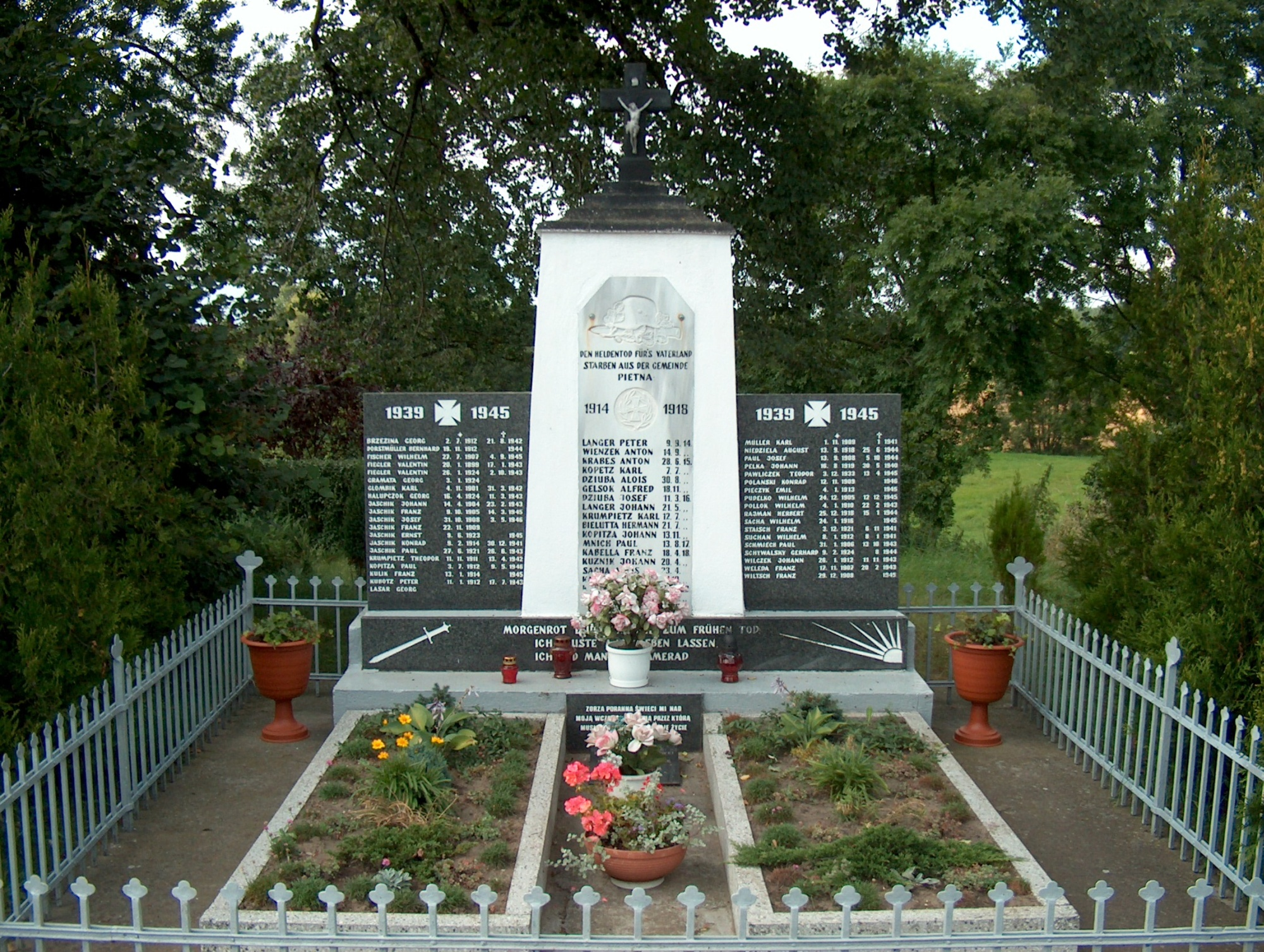
Pomnik upamiętniający mieszkańców Pietnej poległych w I i II wojnie światowej

8 grudnia 1903 wieś otrzymała prąd elektryczny. Według spisu ludności z 1 grudnia 1910, na 323 mieszkańców Pietnej 140 posługiwało się językiem niemieckim, a 183 językiem polskim. W wyborach parlamentarnych w Republice Weimarskiej w 1919 najwięcej głosów w Pietnej zdobyli chrześcijańscy demokraci.
W 1921 w zasięgu plebiscytu na Górnym Śląsku znalazła się tylko część powiatu prudnickiego. Pietna znalazła się po stronie wschodniej, w obszarze objętym plebiscytem. Do głosowania uprawnionych było w Pietnej 207 osób, z czego 158, ok. 76,3%, stanowili mieszkańcy (w tym 207, 100% całości, mieszkańcy urodzeni w miejscowości). Oddano 203 głosy (ok. 98,1% uprawnionych), w tym 201 (99%) ważnych; za Niemcami głosowało 196 osób (97,5%), a za Polską 5 osób (2,5%). W latach 20. XX wieku w Pietnej powstał pomnik upamiętniający 18 mieszkańców wsi, którzy zginęli podczas I wojny światowej. W 1929 Józef Pieczyk z Zabierzowa zbudował zaporę dębową na Osobłodze.

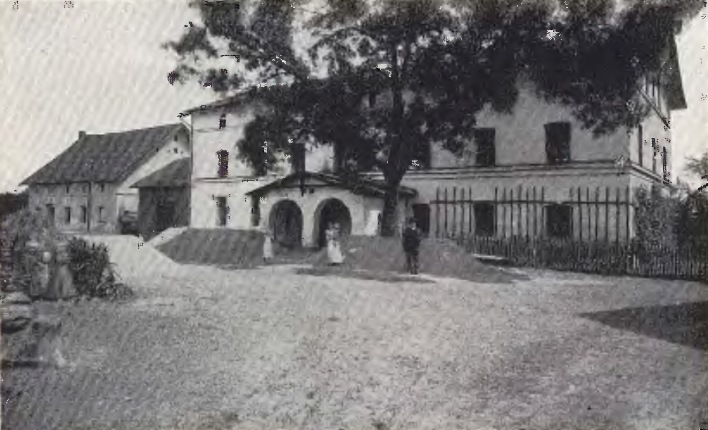
Zakład energetyczny w Pietnej

Na frontach II wojny światowej zginęło 35 mieszkańców Pietnej. Tablice z ich nazwiskami postawiono przy pomniku upamiętniającym poległych w I wojnie światowej w 1990.
Od marca do maja 1945 powiat prudnicki znajdował się pod kontrolą radzieckiej komendantury wojskowej. 11 maja 1945 polska administracja przejęła władzę cywilną w powiecie prudnickim. Mieszkańcom Pietnej, posługującym się dialektem śląskim bądź znającym język polski, pozwolono pozostać we wsi po otrzymaniu polskiego obywatelstwa.
W latach 1945–1950 Pietna należała do województwa śląskiego, a od 1950 do województwa opolskiego. W latach 1945–1954 wieś należała do gminy Kórnica, a w latach 1954–1972 do gromady Żywocice. Podlegała urzędowi pocztowemu w Głogówku.
Do 1954 roku Pietna należała do powiatu prudnickiego. W związku z reformą administracyjną, w 1954 Pietna została odłączona od powiatu prudnickiego i przyłączona do opolskiego.

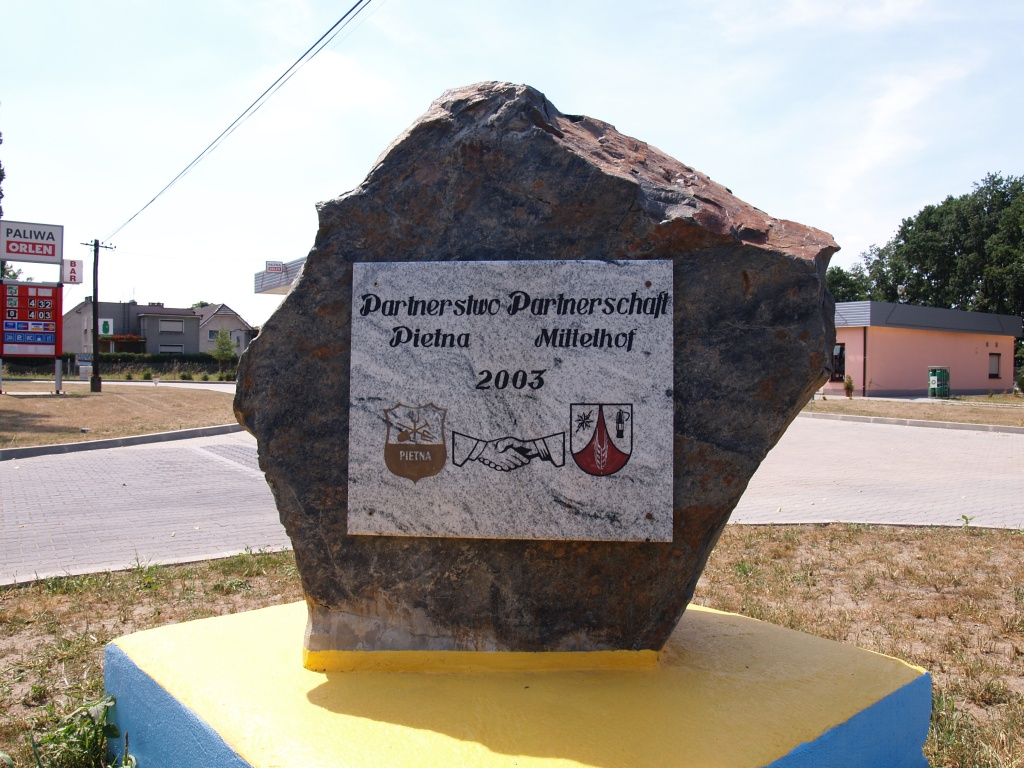
Kamień upamiętniający partnerstwo Pietna–Mittelhof

W 1968 wieś ucierpiała w wyniku powodzi. W nocy z 12 na 13 lutego 1995 nieznani sprawcy podpalili pomnik poległych w I i II wojnie światowej. W lipcu 1997, podczas powodzi tysiąclecia, dolna część wsi została podtopiona na wysokość 1,5 metra. Od 18 do 19 lipca 1998 trwały obchody 700-lecia istnienia wsi. 30 maja 2003 sołectwo Pietna podpisało umowę o partnerstwie z niemiecką gminą Mittelhof w północnej Nadrenii-Palatynacie.
Wieś ucierpiała podczas powodzi we wrześniu 2024.

### Przynależność państwowa i administracyjna
| Okres     |                                                                                | Państwo                           | Zwierzchnictwo                    | Jednostka administracyjna                                                |
| --------- | ------------------------------------------------------------------------------ | --------------------------------- | --------------------------------- | ------------------------------------------------------------------------ |
| 1297–1313 |                                                                                | Księstwo opolskie                 | Księstwo opolskie                 |                                                                          |
| 1313–1382 |                                                                                | Księstwo niemodlińskie            | Księstwo niemodlińskie            |                                                                          |
| 1382–1424 |                                                                                | Księstwo niemodlińsko-strzeleckie | Księstwo niemodlińsko-strzeleckie |                                                                          |
| 1424–1460 |                                                                                | Księstwo głogówecko-prudnickie    | Księstwo głogówecko-prudnickie    |                                                                          |
| 1460–1521 |                                                                                | Księstwo opolskie                 | Księstwo opolskie                 |                                                                          |
| 1521–1532 |                                                                                | Księstwo opolsko-raciborskie      | Księstwo opolsko-raciborskie      | księstwo opolskie                                                        |
| 1532–1742 | Monarchia Habsburgów                                                           | Monarchia Habsburgów              | Święte Cesarstwo Rzymskie         | księstwo opolsko-raciborskie, powiat sądowy głogówecki                   |
| 1742–1806 |                                                                                | Królestwo Prus                    | Święte Cesarstwo Rzymskie         | kamera wrocławska, departament wrocławski, powiat prudnicki              |
| 1806–1815 |                                                                                | Królestwo Prus                    | Królestwo Prus                    | kamera wrocławska, departament wrocławski, powiat prudnicki              |
| 1815–1871 | prowincja Śląsk, rejencja opolska, powiat prudnicki                            | Królestwo Prus                    | Królestwo Prus                    |                                                                          |
| 1871–1918 | Cesarstwo Niemieckie                                                           | Cesarstwo Niemieckie              | Cesarstwo Niemieckie              | Królestwo Prus, prowincja Śląsk, rejencja opolska, powiat prudnicki      |
| 1918–1919 |                                                                                | Republika Weimarska               | Republika Weimarska               | Wolne Państwo Prusy, prowincja Śląsk, rejencja opolska, powiat prudnicki |
| 1919–1933 | Wolne Państwo Prusy, prowincja Górny Śląsk, rejencja opolska, powiat prudnicki | Republika Weimarska               | Republika Weimarska               |                                                                          |
| 1933–1938 | Wolne Państwo Prusy, prowincja Górny Śląsk, rejencja opolska, powiat prudnicki | III Rzesza                        | III Rzesza                        | III Rzesza                                                               |
| 1938–1941 | Wolne Państwo Prusy, prowincja Śląsk, rejencja opolska, powiat prudnicki       | III Rzesza                        | III Rzesza                        | III Rzesza                                                               |
| 1941–1945 | Wolne Państwo Prusy, prowincja Górny Śląsk, rejencja opolska, powiat prudnicki | III Rzesza                        | III Rzesza                        | III Rzesza                                                               |
| 1945–1946 |                                                                                | Rzeczpospolita Polska             | Rzeczpospolita Polska             | Okręg I (Śląsk Opolski)                                                  |
| 1946–1950 | województwo śląskie, powiat prudnicki, gmina Kórnica                           | Rzeczpospolita Polska             | Rzeczpospolita Polska             |                                                                          |
| 1950–1952 | województwo opolskie, powiat prudnicki, gmina Kórnica                          | Rzeczpospolita Polska             | Rzeczpospolita Polska             |                                                                          |
| 1952–1954 | województwo opolskie, powiat prudnicki, gmina Kórnica                          |                                   | Polska Rzeczpospolita Ludowa      | Polska Rzeczpospolita Ludowa                                             |
| 1954–1956 | województwo opolskie, powiat opolski, gromada Żywocice                         |                                   | Polska Rzeczpospolita Ludowa      | Polska Rzeczpospolita Ludowa                                             |
| 1956–1973 | województwo opolskie, powiat krapkowicki, gromada Żywocice                     |                                   | Polska Rzeczpospolita Ludowa      | Polska Rzeczpospolita Ludowa                                             |
| 1973–1975 | województwo opolskie, powiat krapkowicki, gmina Krapkowice                     |                                   | Polska Rzeczpospolita Ludowa      | Polska Rzeczpospolita Ludowa                                             |
| 1975–1989 | województwo opolskie, gmina Krapkowice                                         |                                   | Polska Rzeczpospolita Ludowa      | Polska Rzeczpospolita Ludowa                                             |
| 1989–1998 | województwo opolskie, gmina Krapkowice                                         | Polska                            | Rzeczpospolita Polska             | Rzeczpospolita Polska                                                    |
| od 1999   | województwo opolskie, powiat krapkowicki, gmina Krapkowice                     | Polska                            | Rzeczpospolita Polska             | Rzeczpospolita Polska                                                    |

## Mieszkańcy

Nieoficjalny herb wsi Pietna

Miejscowość zamieszkiwana jest przez mniejszość niemiecką oraz Ślązaków. Mieszkańcy wsi posługują się gwarą prudnicką, będącą odmianą dialektu śląskiego. Należą do podgrupy gwarowej nazywanej Kamiyniołrzy.

### Liczba mieszkańców wsi
- 1715 - około 50 mieszkańców
- 1745 - około 80
- 1784 – 122[25].
- 1845 - 220
- 1871 – 264[26]
- 1885 – 269[27]
- 1905 – 306[28]
- 1910 – 323[14]
- 1933 – 367[29]
- 1939 – 459[29]
- 1966 – 435[30]
- 1998 - 307
- 2002 - 363
- 2009 - 359
- 2011 - 357[5]
- 2018 - 367
- 2019 - 382[31].

## Zabytki

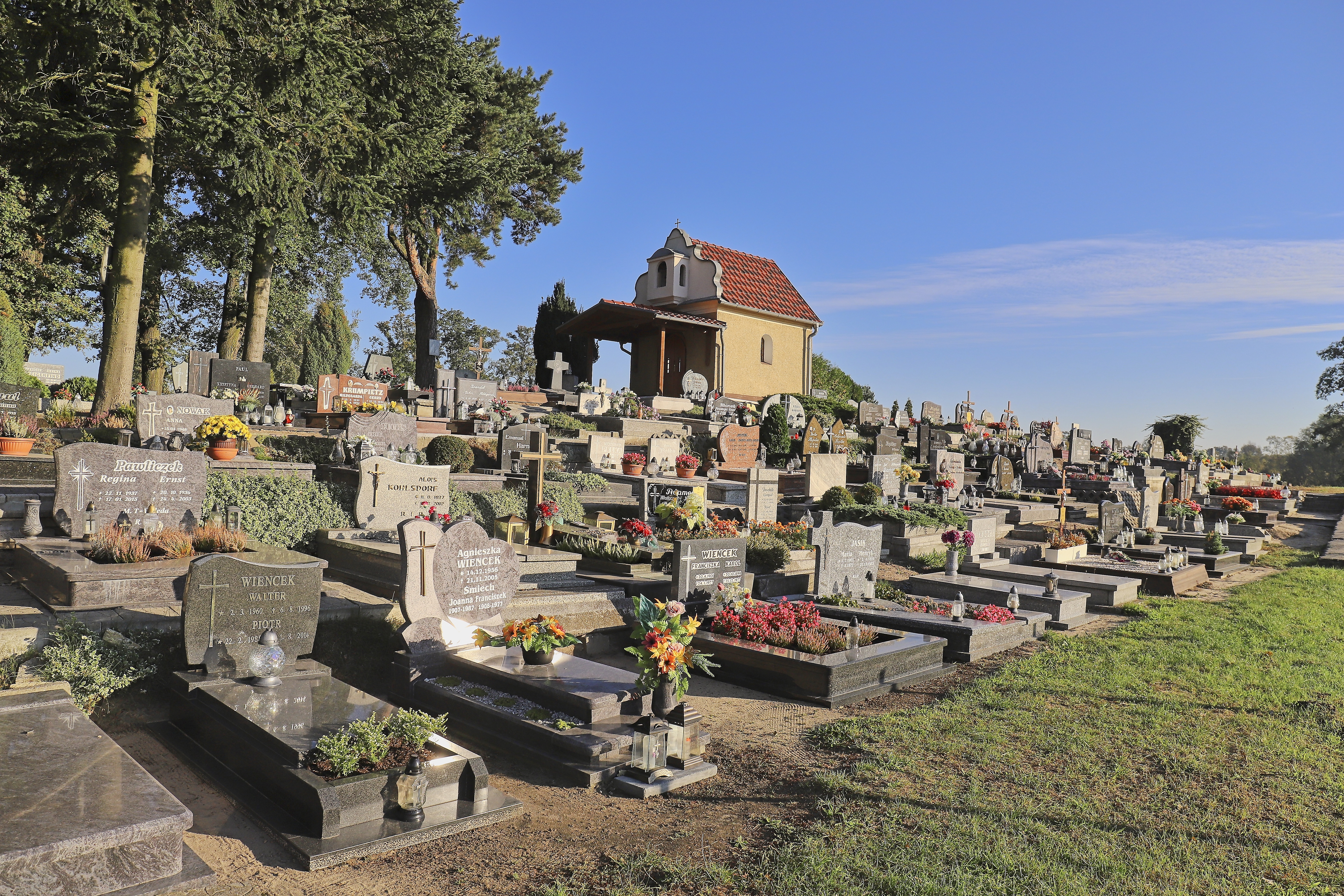
Cmentarz z kaplicą

Zgodnie z gminną ewidencją zabytków w Pietnej chronione są:
- układ ruralistyczny wsi
- kaplica-dzwonnica, Plac Stawowy
- kaplica cmentarna na zachód od wsi
- cmentarz na zachód od wsi
- dom, ul. Łąkowa 4
- dom, ul. Łąkowa 8
- dom, ul. Łąkowa 10

## Gospodarka
Na północy wsi, przy ul. Krapkowickiej 2, znajduje się stacja paliw Grotrans. W miejscowości znajduje się sklep spożywczy.

## Transport
Przez Pietną przebiega droga wojewódzka:
- 416 Racibórz – Krapkowice

## Kultura

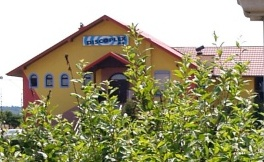
Discoplex A4

W Pietnej działa Niemieckie Koło Przyjaźni (Deutscher Freundeskreis) – oddział terenowy Towarzystwa Społeczno-Kulturalnego Niemców na Śląsku Opolskim. W 2005 Pietna zajęła 1. miejsce w kategorii „najpiękniejsza wieś”, a także 2. miejsce w kategorii „najpiękniejsza zagroda” konkursu „Piękna Wieś Opolska” organizowanego przez Urząd Marszałkowski Województwa Opolskiego. W 2010 zajęła 3. miejsce w Wojewódzkim Konkursie Koron i Wieńców Żniwnych, a w 2013 3. miejsce w kategorii „najpiękniejsza zagroda wiejska” konkursu „Piękna Wieś Opolska”.
Przy wjeździe do wsi od strony północnej, przy ul. Krapkowickiej 1a, znajduje się „Discoplex A4" – jedna z największych dyskotek w regionie. Dyskoteka rozpoczęła działalność 20 lipca 1996 pod nazwą „Relax”. W dyskotece odbywają się imprezy, koncerty muzyki tanecznej i rockowej oraz wydarzenia kulturalne.
Mieszkańcy wsi kultywują tradycje: wodzenie niedźwiedzia, odpust, wykonywanie koron żniwnych, dożynki, obrzędy weselne (pieczenie weselnego kołocza śląskiego, polterabend), Abraham, palenie żuru, Babski Comber, jarmarki, festyny, kiermasze.

## Religia

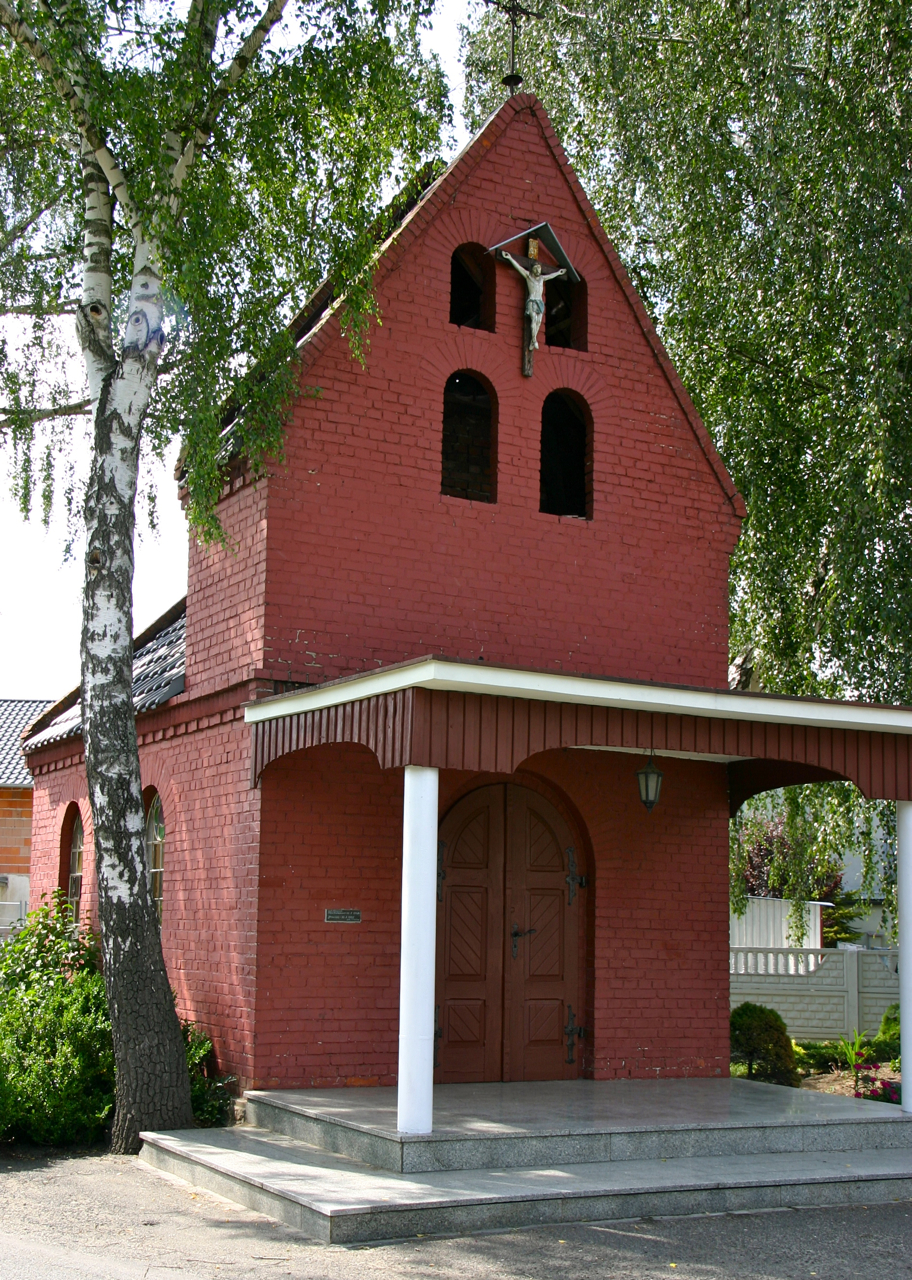
Kaplica św. Jadwigi

Katolicy z Pietnej należą do parafii św. Floriana w Żywocicach (dekanat Krapkowice). Na styku ul. Łąkowej z Placem Stawowym znajduje się kaplica św. Jadwigi, wzniesiona w 1922 w miejscu dawnej drewnianej dzwonnicy. W jej środku znajduje się drewniany krzyż z 1728. Na zachód od wsi, na wzniesieniu położony jest cmentarz, otoczony przez pola i łąki. Wewnątrz kaplicy cmentarnej, zbudowanej w 1822, znajduje się ołtarz z wiszącym nad nim krzyżem oraz obrazem św. Jadwigi – patronki Śląska i Pietnej. Na bocznych ścianach wmurowano tablice upamiętniające mieszkańców poległych podczas I i II wojny światowej. Na prywatnej posesji przy ul. Krapkowickiej znajduje się kaplica przyległa do stodoły, wzniesiona jako wotum dziękczynne za ocalenie od śmierci głodowej podczas klęski nieurodzaju lub za ocalenie od śmiertelnej choroby. Wewnątrz niej, po obu stronach ołtarza, wizerunki Matki Bożej i św. Anny.
Wzdłuż polnej drogi z Pietnej w stronę Żywocic znajdują się kapliczki przydrożne, umieszczone na wierzbach i na drewnianych słupach. We wsi znajdują się również figury św. Jadwigi i św. Floriana, a także dwa krzyże przydrożne. Pierwszy, betonowy, ufundowany w 1902 przez mieszkańców jako wotum dziękczynne z okazji zakończenia budowy drogi w stronę Brożca, stoi przy skrzyżowaniu tejże drogi z drogą Krapkowice–Głogówek. Drugi, drewniany, ustawiony w 1935 przez hrabiego Oppersdorffa i odrestaurowany w 1997, stoi pod lasem.

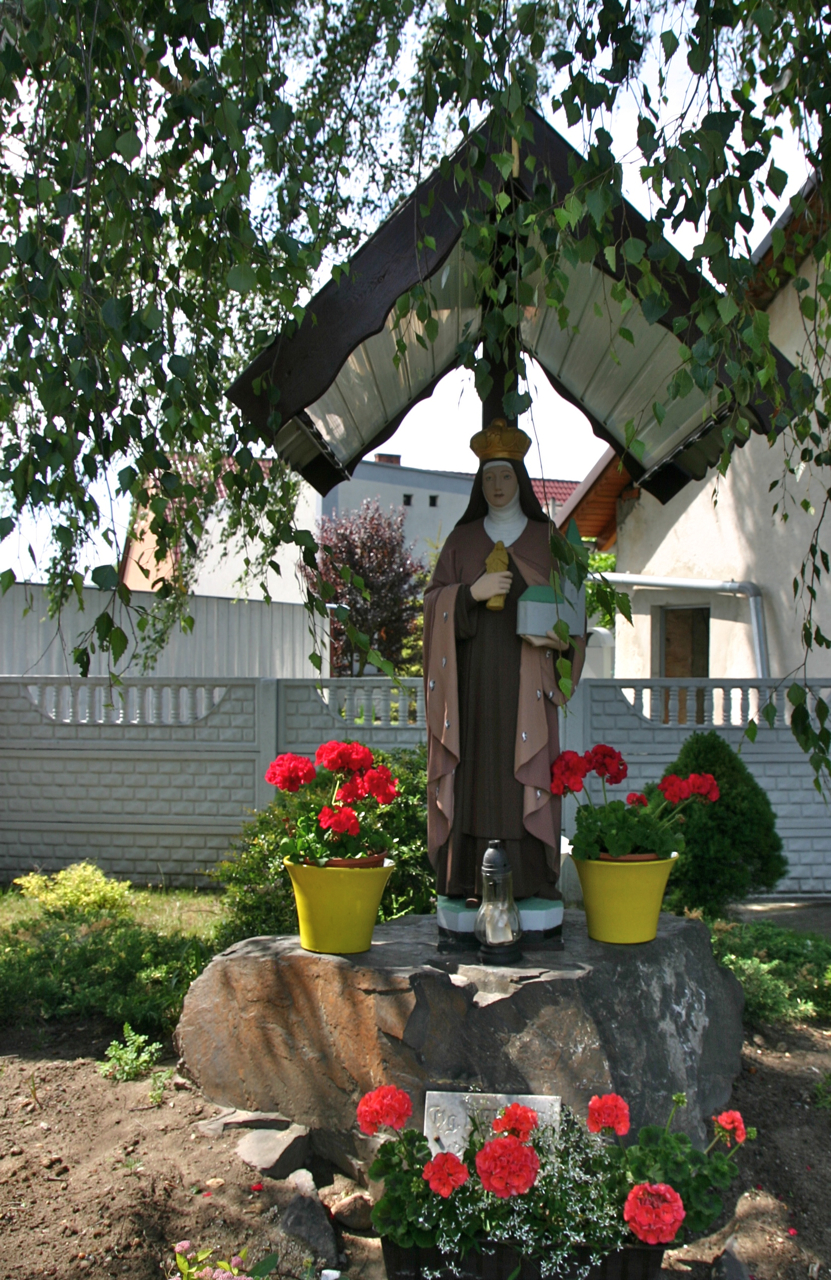
Figura św. Jadwigi
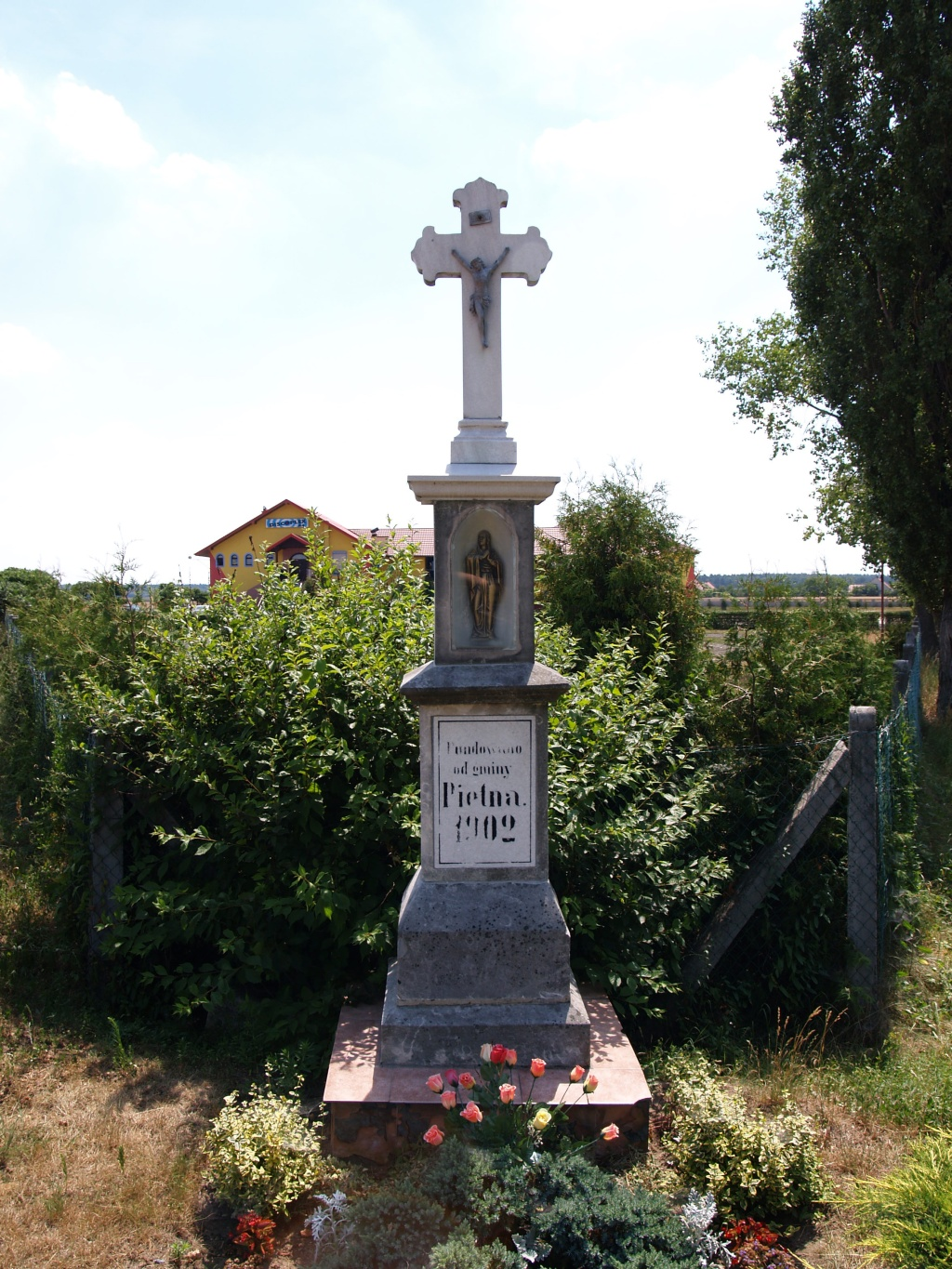
Krzyż z 1902

## Sport
We wsi znajdują się boiska do gry w piłkę nożną, tenisa, siatkówki plażowej oraz koszykówki.

## Turystyka

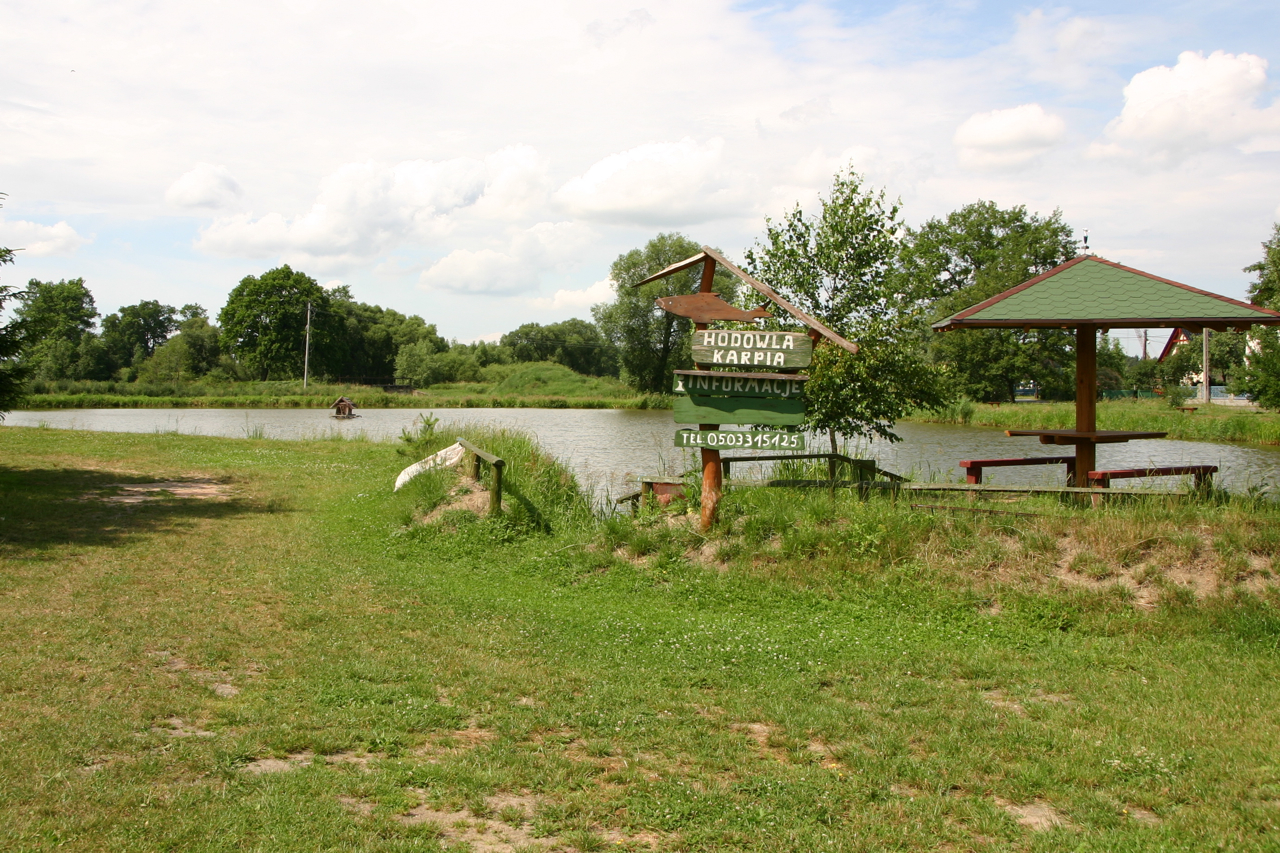
Staw

We wsi funkcjonują dwa gospodarstwo agroturystyczne: „Salve Amici” i „Western Ranch”. Od strony północnej do wsi przylegają stawy. W Pietnej znajduje się wiejskie muzeum.
Oddział PTTK „Sudetów Wschodnich” w Prudniku ustanowił turystyczną Odznakę Krajoznawczą Ziemi Prudnickiej, którą zdobywa się poprzez zwiedzenie odpowiedniej liczby obiektów w miejscowościach położonych na ziemi prudnickiej, w tym w Pietnej.

## Bezpieczeństwo
W zakresie ochrony przeciwpożarowej oraz innych miejscowych zagrożeń w Pietnej działa jednostka Ochotniczej Straży Pożarnej. Do 1998 bezpieczeństwo pożarowe w Pietnej było nadzorowane przez Komendę Rejonową PSP w Prudniku.
Miejscowość jest pod opieką dzielnicowego rejonu służbowego nr 6 Komendy Powiatowej Policji w Krapkowicach.
Teren wsi, jak i całej gminy Krapkowice, położony jest w strefie nadgranicznej w związku z czym Straż Graniczna dysponuje, na tym obszarze, specjalnymi kompetencjami w zakresie bezpieczeństwa. Gminę Krapkowice obejmuje zasięgiem służbowym placówka Straży Granicznej w Opolu ze Śląskiego Oddziału SG.